# 倉石平
倉石平（くらいし おさむ、1956年4月20日 - ）は、新潟県出身の元バスケットボール選手、現バスケットボール指導者である。現役時代のポジションはガード。早稲田大学スポーツ科学学術院准教授。

## 来歴
早稲田実業高校で国体優勝、全日本ジュニア入り。早稲田大学卒業後、1979年に熊谷組に入社、日本代表に選出される。
1987年に現役を引退。
1989年から熊谷組のヘッドコーチに就任し2度の日本リーグ制覇に導いた。その後、大和証券のヘッドコーチを経て、筑波大学大学院でコーチングを専攻。2001年に日立サンロッカーズのヘッドコーチに就任。
現在は早稲田大学男女総監督や日本バスケットボール協会男子強化部長、NBAの解説者を務めるなど多方面で活躍している。
2009年アジア選手権では体調面に問題のあるデイビッド・A・ホッブスヘッドコーチの代行として指揮を執ることになったが、その後正規のヘッドに昇格した。アジア選手権では前回をも下回る史上最低の10位で終わり退任、強化部長も引責辞任することになった。

## 経歴
- 早稲田実業高 - 早稲田大 - 熊谷組（1979年〜1987年） - 熊谷組HC（1989年〜1994年） - 大和証券HC（1994年〜1998年） - 日立HC（2001年〜2004年） - 早稲田大総監督（2004年〜）

## DVD
- 『倉石　平のステップアップドリル(オフェンス編&ディフェンス編)』　ティアンドエイチ株式会社　2000年